# Oswaldo de Rivero
Oswaldo de Rivero Barreto (Lima, 2 de agosto de 1936) es un diplomático, abogado, escritor, columnista y político peruano.

## Biografía
Estudió derecho en la Pontificia Universidad Católica del Perú y luego obtuvo una maestría en relaciones internacionales de la Academia Diplomática de Perú, además realizó estudios de posgrado en el Instituto Universitario de Altos Estudios Internacionales de Ginebra.
Está casado con Vivian Pliner De Rivero y tiene tres hijas Juliett Sophia, Katherine Blanca y Blanca María de Rivero.

## Carrera diplomática
- 1974 a 1978: Secretario General de la Presidencia del Consejo de Ministros.
- 1986 a 1993: Jefe de la delegación peruana a las negociaciones de la Ronda Uruguay.
- 1986: Presidente de la Comisión Económica en la Cumbre de Países No Alineados (Harare).
- 1989 a 1992: Jefe de la delegación peruana ante la Comisión de Derechos Humanos de las Naciones Unidas .
- 1990: Presidente de la cuarta Conferencia de Revisión del Tratado de No Proliferación Nuclear (Ginebra).
- 1991: Presidente del Grupo de los 77 países en desarrollo (Ginebra).
- xxxx a xxxx: Embajador ante la Organización Mundial del Comercio .
- 2001 a 2006: Representante Permanente ante las Naciones Unidas en Nueva York.[2]
- 2021 al 2022: Embajador del Perú en Washington D. C., representante oficial del Gobierno en Lima ante el Gobierno de los Estados Unidos.[3][4][5]

Además es de destacarse que es un diplomático de carrera, embajador, en retiro, que ha servido en Ginebra, Londres, Moscú y Nueva York. Ha sido embajador representante permanente del Perú ante la Organización Internacional del Comercio en Ginebra (OMC) y ante el Consejo de Seguridad de la Naciones Unidas en Nueva York.

## Publicaciones
- Nuevo orden económico y derecho internacional del desarrollo (1980), Oxford: Pergamon Press , ISBN  9780080247069
- El mito del desarrollo: las economías no viables del siglo XXI (2001), Zed Books , ISBN  978-1-85649-949-1 . Segunda edición: 2010, Zed Books, ISBN  978-1-84813-584-0. (también en francés, portugués, árabe, japonés, español y turco) [1]
- Los Estados Inviables: No-Desarrollo y Supervivencia En El Siglo XXI (2010), Catarata, ISBN  8483191660
- El pensamiento cero
- La isla de Príapo (español). (2013), Atmosfera Literaria, ISBN  978-84-940759-0-2